# Rhorus orientalis
Rhorus orientalis är en stekelart som först beskrevs av Cameron 1909.  Rhorus orientalis ingår i släktet Rhorus och familjen brokparasitsteklar. Inga underarter finns listade i Catalogue of Life.